# 双头动物

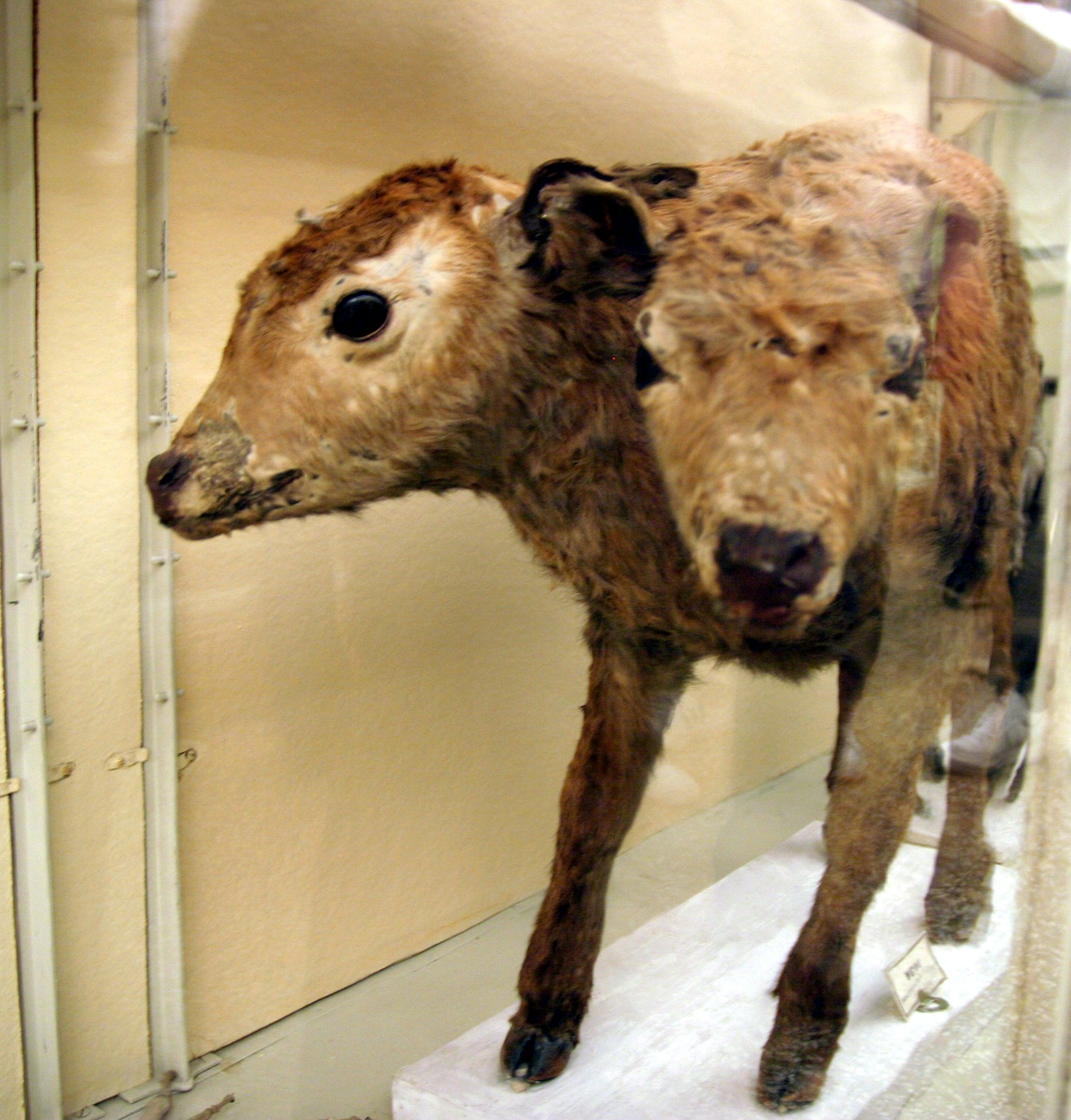
一隻有兩個頭的牛

双头动物，顾名思义，就是拥有两个头的动物。是一个近年来并不少见的现象，箇中有不少是經加工過的照片所虛構的情況，但亦有部份是真實存在的個案。多发生于爬行类动物和两栖类动物中。在哺乳类动物中也有过双头现象的发生。现在，有的科学家也在尝试用人工方法培养出两个头甚至更多个头的动物。

## 双头动物的特点
一般认为，双头动物是一种畸形动物，可以被看成是没有分开的双胞胎。双头动物的生存时间通常比较短，智商比较低。双头动物的两个大脑在控制自己的各种生理行为时会产生分歧，例如，在进食时两个头可能会因争抢食物而相互厮杀，甚至会企图吞掉对方；当一个头看到危险时，另一个没有看到，两个头就会因产生分歧而造成对下一步的行动做出错误反应。
双头动物多出来的那个头通常较小一些，或者颜色上淡一些。有的双头动物的两个头长在同一个位置上，长相相似；也有的动物的第二个头长在身体的其他部位。

## 曾出现过的双头动物

### 古代
从史书上，可以找到一些关于突变的动物的记载。
如《明史》记载，“万历三十八年（1610年）四月，燕河路营生豕，一身二头，六蹄二尾。六月，大同后卫生豕，两头四眼四耳。四十七年（1619年）六月，黄县生豕，双头四耳，一身八足。（明史·志第四）”“万历三十七年（1609年）五月，历城、高苑二县牛各产犊，双头三眼，两鼻二口。三十八年三月，获嘉牛产犊，一身两头，四眼四耳，两口两足，一尾。三十九年（1611年）二月，汲县牛产犊，一膊两头，两口四眼，两耳七蹄。……天启三年（1623年）十月，沅陵牸生犊，一身两头三尾。……崇祯十三年（1640年），襄阳牛产犊，两头二目。（明史·志第六）”

### 双头猪
1998年，在美国爱荷华州出生，被命名为“Timothy Hong”。但仅活了4天后就死亡。

### 双头蛇
2005年8月初，美国缅因州的一居民发现一只双头蛇。这条蛇长着两个头，躯干等各部分器官却只有一副。
同年9月29日，中国霸州农民邱宗豹在农村一间旧房子的墙根下发现了一只双头蛇。
中國傳統認為雙頭蛇是不祥之物。

### 双头牛
1998年5月在俄罗斯的哈瑞丽夫农场发现，但不久就患肺炎而死。

### 双头鳄鱼
2001年在泰国曼谷的一家鳄鱼场被发现，可惜的是，尽管饲养员非常精心的喂养它，但它还是在出生后的第7天死亡。

### 双头鹿
出现于美国阿拉斯加州，它没有出生就死了。是在被一个猎人打死的雌鹿的腹中发现的。

### 双头羊
2004年5月31日，在古巴的一个偏远的村庄裡被发现。发现时，还只是一只小羊羔。
2005年1月22日，烟台栖霞市苏家店镇大寒家村74岁的韩殿荣饲养三年的母羊产下四个小羊羔。其中第三个是一怪胎，长出两个头。

### 双头猫
2005年5月12日，美国俄勒冈州罗斯堡诞生了一只双头小猫，猫的主人李·布鲁迪尔是一个动物爱好者，大概三年前她迷上了一种“迷你猫”，这种猫的个头要比一般的猫小，双头小猫就是一只迷你猫妈妈生的，不过猫爸爸不是这一品种。

### 双头蜥蜴
2004年4月5日，由四川省雅安市天全县始阳镇中学老师郭峰活捉一只双头蜥蜴，多出的那只头长在长尾巴的地方，双头蜥蜴长约7厘米，大一点的头宽1.6厘米，小头宽0.7厘米。两个头部器官都完整且明显。

### 双头鱼
2005年1月16日，由台湾科学家在意外情况下培育出来，据称他们是在用斑马鱼胚胎进行治疗肌肉萎缩症的科学实验时，从一个斑马鱼胚胎中孵化出来。

## 可以参考的有关书籍或论文
- 《双头龟的解剖问题》
- 《十只双头鲑鱼，大小从32毫米到203毫米不等》

## 资料来源
- 《探秘丛书》  广西大学出版社  ISBN 756335378X